# Kasteel van IJse

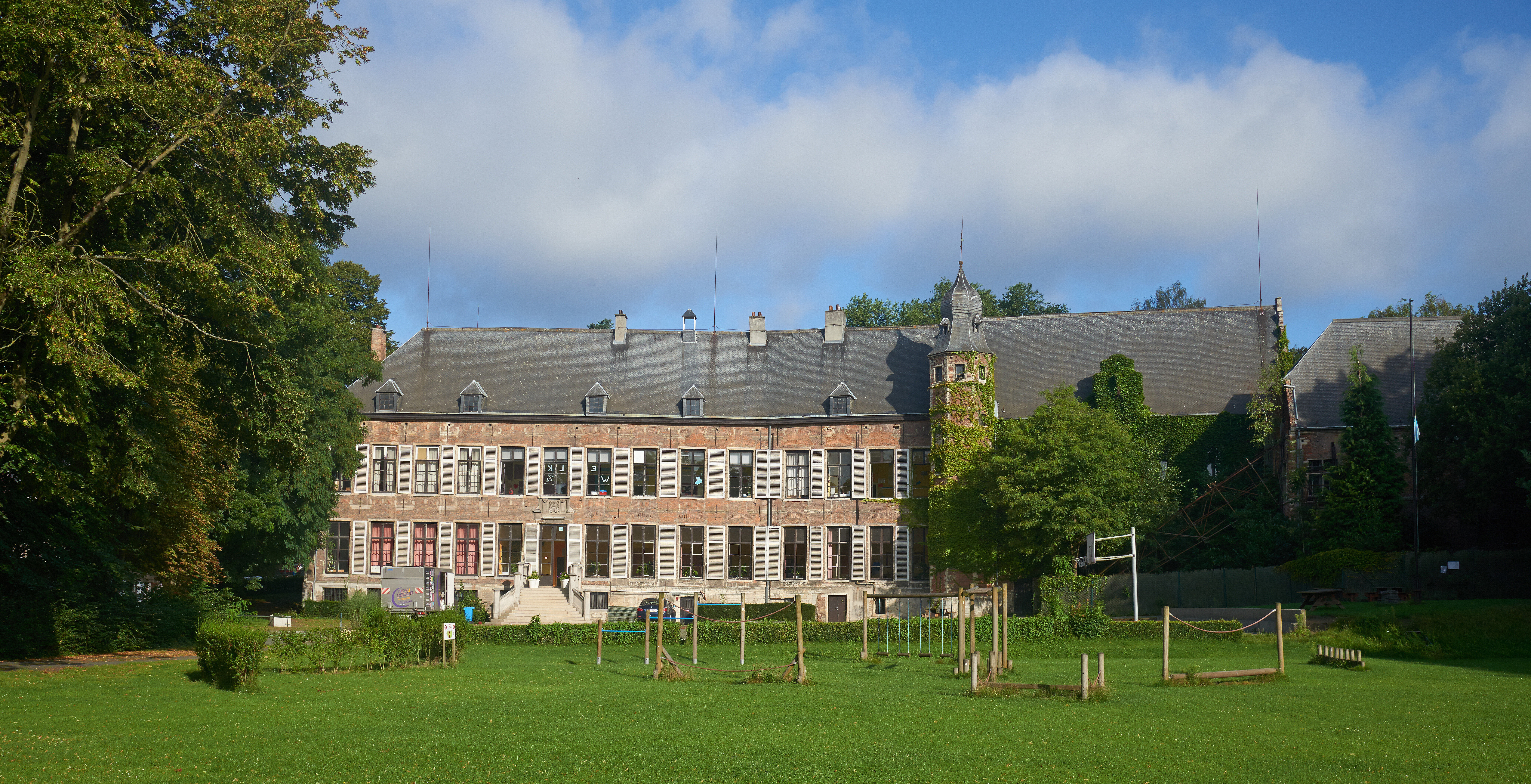
Het kasteel van IJse

Het Kasteel van IJse (ook: Kasteel van Yssche of Kasteel Isque) is een kasteel in Overijse.
Laatste bewoonster Nancy Smolders van 1997 tot februari 2019.

## Geschiedenis
Reeds bestond er een heerlijkheid IJse. De heren behoorden tot het geslacht Isque en waren vazallen van de hertog van Brabant.
Dit geslacht stierf echter uit in de mannelijke lijn en de laatste erfgename, Maria d'Oisy, verkocht de heerlijkheid in 1335 aan Johan I van Wittem uit het geslacht van Wittem.
In de periode 1410-1456 leefde Hendrik II van Wittem, die trouwde met Jacoba van Glymes. Hun zoon was Hendrik III van Wittem (1440-1515) (ook Van Wittem van Beersel of Van Witthem van Beersel). Deze bouwde het kasteel nadat het dorp Overijse in 1489 was platgebrand door de troepen van Maximiliaan van Oostenrijk.
Hij trouwde met Elisabeth van der Spout. Hun zoon en opvolger was Filips van Wittem van Beersel (1471-1523). Deze trouwde met Johanna van Halewijn en hun zoon Hendrik IV van Wittem (1495-1554) werd heer van Beersel, terwijl hun zoon Georges van Wittem (1500-1544) heer van IJse werd.
Georges trouwde met Jeanne de Jauche de Mastaing en hun zoon Anton van Wittem (1530-1590) werd heer van IJse. Deze trouwde met Jeanne de Noyelles.
Hun kind was Honorine van Wittem (1580-1643) en deze trouwde met Gerard van Horne. Zo kwam het kasteel en de heerlijkheid IJse in het bezit van de familie Van Horne. Achtereenvolgens waren dat Ambrosius van Horne en Eugenius Maximiliaan van Horne, onder wiens bewind in 1677 de heerlijkheid IJse tot prinsdom werd verheven. Hij werd opgevolgd door Filips Emanuel van Horne en Maximiliaan Emanuel van Horne. De laatste had geen zonen, zodat het geslacht uitstierf in de mannelijke lijn. De oudste dochter, Maria Theresia van Horne, huwde met Filips Jozef van Salm-Kyrburg en zo kwam de heerlijkheid en het kasteel aan het geslacht Salm. De opvolger was Frederik III van Salm-Kyrburg, die echter, vanwege zijn titel Prins van Overijse en zijn uitbundige levensstijl, in 1794 te Parijs onthoofd werd door de revolutionairen.
De prinsen van Horne en later de Salms droegen bij aan een zekere verfransing van de nabij de taalgrens gelegen plaats Overijse. Ze leefden vaak uitbundig, hetgeen hen dikwijls in geldnood bracht. De Hornes lieten in de 17e eeuw het kasteel uitbreiden.

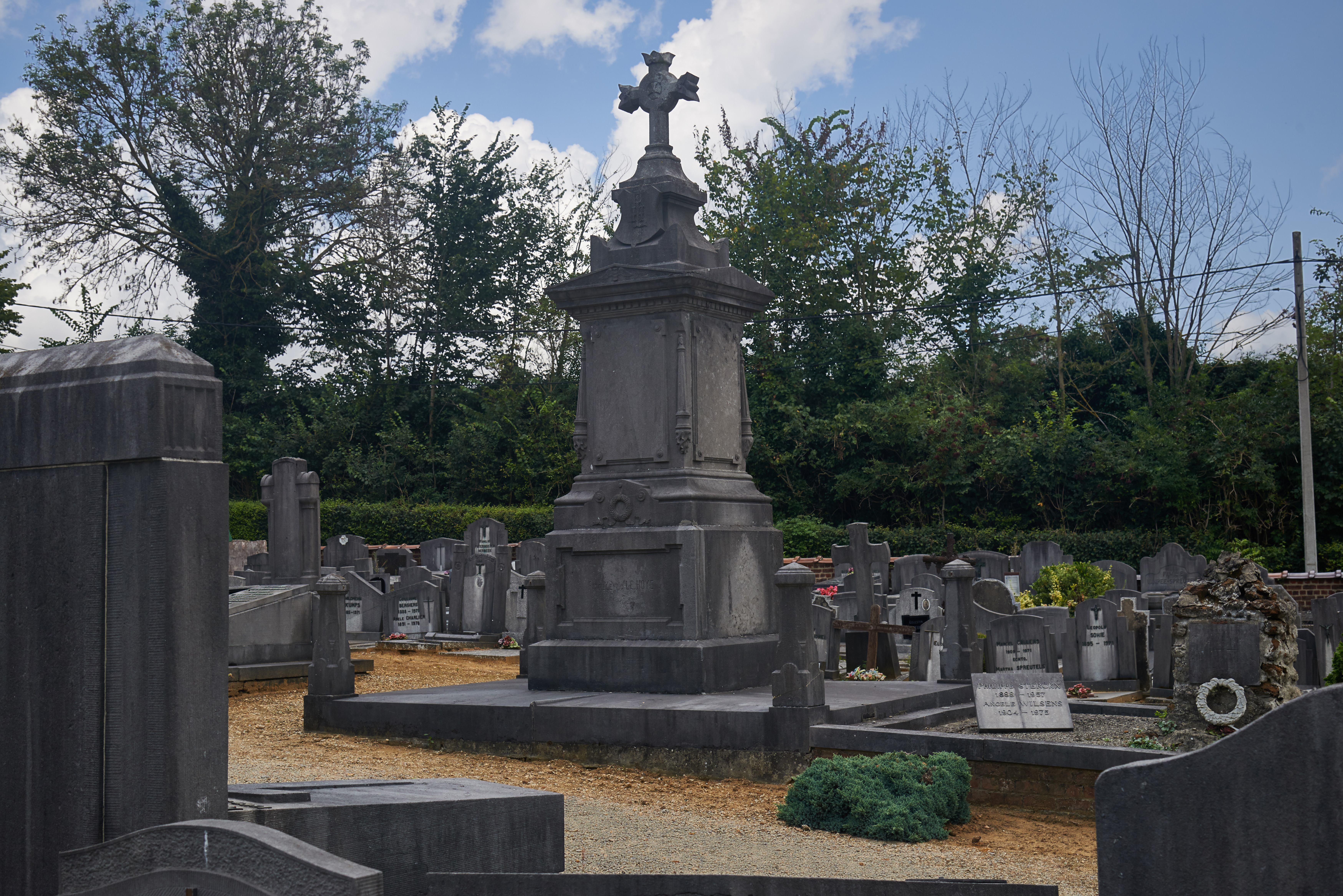
Familiegraf van "de Le Hoye" op de "Centrum" begraafplaats in Overijse

Nadat Overijse in 1814 deel ging uitmaken van het Verenigd Koninkrijk der Nederlanden, kregen de erfgenamen van de Salms hun bezit terug, hoewel ze van hun heerlijke rechten ontheven waren. In 1817 waren ze genoodzaakt het prinsdom, in feite nog slechts een landgoed van 740 ha, in het openbaar te verkopen. In 1824 werd het kasteel gekocht door Maurice de Le Hoye.
Maurice de Le Hoye liet het kasteel renoveren tussen 1824 en 1830. Daarbij werd de westelijke vleugel, parallel aan de Waversesteenweg, gesloopt omdat deze in slechte staat was. Verder werd er een nieuwe hoofdingang tot het kasteel met een monumentale trap aangelegd ter hoogte van de 6e travee, waar oorspronkelijk de westelijke vleugel gestaan heeft. Tijdens deze verbouwingen huisde de familie in de gebouwen die eertijds dienst deden als verblijfplaats van de intendanten van de Prinsen van Horne. Finaal werden ook deze gebouwen, gelegen tegenover het koetshuis en de stallingen, afgebroken.
Het kasteel werd daarna geërfd door Louis de Le Hoye, voorzitter van de rechtbank in Nijvel.
Daarna bleef het kasteel tot 1937 in handen van de familie de Le Hoye, waarna het overging op een kleindochter, getrouwd met Louis Braffort (1886-1944), hoogleraar aan de UCL, advocaat en stafhouder, gestorven voor het vaderland.
Tijdens de Tweede Wereldoorlog werd het kasteel vanaf 1939 achtereenvolgens gebruikt door Belgische, Duitse, en Engelse soldaten. In 1948 kocht de Belgische Staat het kasteel, herstelde het en vestigde er een middelbare school in.
In het begin van de jaren 50 van de 20e eeuw werd de warande van het kasteel verkaveld. In 1967 stortte een bouwvallig 15e-eeuws jachtpaviljoen, behorend bij het kasteel, in ten gevolge van het doorbreken van de geluidsbarrière door een straaljager.

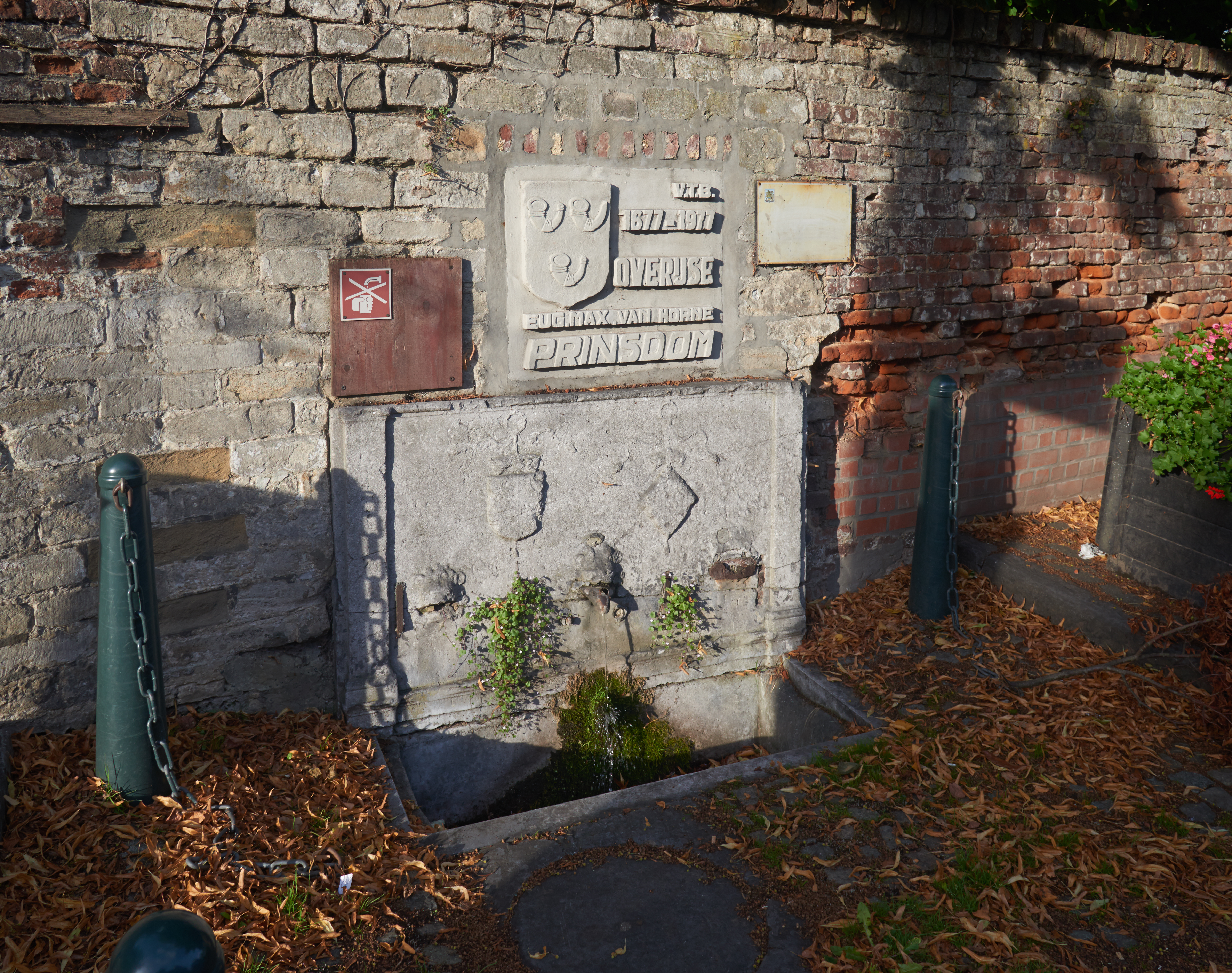
Gedenkplaat

In 1977 werd het 300-jarig jubileum van het prinsdom IJse gevierd waarbij, in aanwezigheid van een nazaat van de Salms, een gedenkplaat werd onthuld.
Dit gebouw wordt nu deels gebruikt door de twee laatste jaren van de lagere school Het Kasteeltje.

## Gebouw
Het grootste deel van het kasteel dateert uit de 17e eeuw, met aan de hoofdgevel een 16e-eeuws achthoekig torentje, dat het wapen van de familie Van Wittem draagt. Ook de paardenstallen en dienstgebouwen dateren uit de 16e eeuw. De lange vleugel die tegenwoordig nog intact is bestaat uit rode baksteen, versierd met witte Franse steen. Tegen de omheiningsmuur bevindt zich de 13e-eeuwse Kellebron.